# Hrochoť
Hrochoť (in tedesco Anderdorf, in ungherese Horhát) è un comune della Slovacchia facente parte del distretto di Banská Bystrica, nella regione omonima.

## Storia
Il villaggio è citato per la prima volta nel 1424 con il nome di Horhagh. Nel 1479 ottenne numerosi privilegi quale insediamento della Corona ungherese e i suoi abitanti vennero esentati dagli obblighi feudali. Il villaggio divenne così una libera castellania. Successivamente appartenne alla città di Vígľaš e poi, dal XVI al XIX secolo, venne posto al servizio dei funzionari di Zvolen.
Vissero a Hrochoť gli scrittori Andrej Sládkovič e Ľudo Ondrejov.